# باول هنري فيشر
باول هنري فيشر (بالفرنسية: Paul Henri Fischer)‏ هو عالم رخويات ‏ فرنسي، ولد في 7 يوليو 1835 في باريس في فرنسا، وتوفي في 29 نوفمبر 1893 في سيدني في أستراليا.